# Steen Pade
Steen Pade (né le 24 avril 1956 à Copenhague) est un compositeur, pianiste danois. Il a administré ou dirigé de nombreuses organisations musicales.

## Biographie
Il a grandi au nord de Copenhague. Selon son propre récit, il a décidé de devenir musicien, parce qu'un jour, retenu à la maison pour cause de maladie, il n'était pas à l'école et il a écouté la Symphonie nº 4 de Brahms : « j'étais sûr que je serai musicien ».
Il avait déjà commencé à composer dès 1970 et a terminé ses études en 1986. Il a interprété plusieurs de ses œuvres, son Concerto pour piano plusieurs fois, et ainsi que le morceau de piano Florilegium de 1979.
Il a occupé les postes de recteur de l'Académie royale danoise de musique de 1992 à 2007. Depuis 2006, il est directeur du Københavns Teater (en) (Théâtre de Copenhague).
Il est chevalier de l'Ordre de Dannebrog.

## Carrière
- 1974-1980: Études de piano et composition à l'Académie royale danoise de musique avec Ib Nørholm comme professeur, obtenant un diplôme de pianiste.
- 1983-1986: Études de composition à l'Académie royale de musique (en) à Aarhus/Aalborg avec Per Nørgård et Karl Aage Rasmussen comme enseignants.
- 1980-1989: Carrière de compositeur et pianiste.
- 1983-1988: Président de la Société de publication de la Musique danoise.
- 1984-1987: Directeur du SPOR festival (da).
- 1989-1993: Directeur musical du Aarhus Symfoniorkester (en).
- 1993-2006: Recteur de l'Académie royale danoise de musique.
- 2003-2005: Administrateur de l'École de commerce de Copenhague.
- Depuis 2006, il est directeur du Københavns Teater (en).

## Œuvres (liste incomplète)
- Symphonie en deux mouvements (orchestre 1979)
- Florilegium (piano 1979)
- Reconnaissance (quatuor à cordes et piano 1982)
- Quatuor à cordes (1983)
- Concerto pour piano (1985)
- Arcus (orchestre de chambre 1986)
- Udflugt med omveje (accordéon 1987)
- Innerlich (ensemble de chambre 1988)
- Nostos (flûte, violon, alto et violoncelle 1989)
- Quatuor à cordes nº 2 (1989)
- Fire Arier fra ”Kongens fald” (soprano et instruments 1989)
- Cadenza – Aprilis (accordéon 1990)
- Quatuor à cordes nº 3 – Nature morte (1990)
- Sonate pour piano nº 2 (1991)
- Movements (violoncelle et guitare 1991)
- Lamento (quatuor avec piano 1991)
- Sørgemarch (violoncelle 1992)
- Liturgi (orchestre de chambre 1993)
- Strøg et Hamre (violoncelle et piano 1994)
- Six Gothic pieces (orgue 1996)
- Sinfonietta (orchestre 1998)
- Dreams Waters (piano 1998)
- Am Abend (baryton et orchestre)
- Four Songs to Texts of Emily Dickinson (soprano et piano)
- Hymne et klagesang (orchestre)
- Vier Gesänge (baryton et piano)